# 3A (Band)
3A ist eine deutsche Popband, die aus den Brüdern Aaron, Abel und Adam Lovac besteht.

## Bandgeschichte
Entdeckt wurden die Lovac-Brüder aus Nieukerk am Niederrhein bereits, als sie noch zwischen 11 und 13 Jahren alt waren. Mit einem Bekannten nahmen sie 2010 ihr erstes Album mit dem Titel Teenage Queen auf. Es führte zu ihrer Entdeckung durch Peter Hoffmann, der unter anderem Tokio Hotel zu Erfolg geführt hat, und zu einem Plattenvertrag mit dem Major-Label Sony Music. Zuerst nannten sie sich noch LaLaLa, benannten sich aber vor Veröffentlichung ihres zweiten Albums 2013 in 3A um. Im Jahr 2013 traten sie im Vorprogramm von Selena Gomez und Tyler Ward auf.
Im Februar 2014 erschien dann die erste Single Sind wir Freunde?, die es in die deutschen Charts schaffte. Mit dem Song sind sie in der Folge 275 von Köln 50667 in der Kunstbar aufgetreten. Das Album #wirsindhier erschien mit einiger Verzögerung im April und erreichte ebenfalls eine hintere Chartplatzierung.
Passend zum Album-Release veranstalteten die Brüder im April 2014 ein Unplugged-Konzert in Hamburg. Im Dezember folgte dann die eigene Tour mit Jamica Blackett als Voract.
Im Mai 2016 veröffentlichte Lina Larissa Strahl ihr Album Official, auf dem Aaron Lovac beim Lied Mädchen mag das Feuer mitsingt.
2017 gab die Band bekannt, dass sie auf unbestimmte Zeit eine Pause macht. Die Tour wurde abgesagt.

## Mitglieder
- Adam Lovac (* 23. Februar 1998), Sänger, Gitarre[9]
- Abel Lovac (* 4. Februar 1999), Sänger, Bass[9]
- Aaron Lovac (* 20. September 1996), Sänger, Schlagzeug[9]

## Diskografie
Alben
- 2010: Teenage Queen
- 2014: #wirsindhier

Singles
- 2014: Sind wir Freunde?
- 2014: Parallel